# Kapela Majke Božje Žalosne u Stenjevcu
Kapela Majke Božje Žalosne katolička je kapela koja se nalazi u zagrebačkoj četvrti Stenjevec, u neposrednoj blizini župne crkve Uznesenja Blažene Djevice Marije. Kapela je na ovom mjestu izgrađena 1712. godine, ali današnji oblik poprima 1936. godine nakon što je smanjena.

## Galerija
- Unutrašnjost kapele
- Kip Majke Božje
- Pogled na kapelu s ulice